# 서준보
서준보(徐俊輔, 1770년 ~ 1856년)는 조선의 문신이다. 본관은 대구. 자는 치수(穉秀), 호는 죽파(竹坡)이다.

## 생애
1794년(정조 18) 정시문과에 을과로 급제해 가주서로 시작해서 순조 때 정언을 하다 무안현감이 되고, 이조참의로 특진되고 사간원대사간을 거쳐 강화유수, 서언부사 등 외직을 거쳐 이조참판을 거쳐 공충도관찰사가 되고, 이후 승지를 거쳐 예조판서, 병조판서로 좌부빈객을 겸하고, 예문관제학과 병조판서를 하다 사은정사로 중국에 다녀오고 예문관제학, 병조판서, 예조판서를 하며 좌빈객을 겸하고 판의금부사, 이조판서, 공조판서를 거쳐 홍문관제학이 되고 병조판서를 거쳐 형조판서가 되고, 이후 판부사로 퇴직한다. 시호는 문정(文貞)이다.